# Jean-François Di Martino
Jean-François Di Martino (* 2. března 1967 Enghien-les-Bains, Francie) je bývalý francouzský sportovní šermíř, který se specializoval na šerm kordem. Francii reprezentoval v průběhu devadesátých let. Patřil do šíršího výběru silného francouzského družstva kordistů, se kterým dosáhl v roce 1999 na titul mistra světa a v roce 2000 vybojoval s družstvem stříbrnou olympijskou medaili.